# De Benenkluif
De Benenkluif is de volksnaam voor het bedrijf A.W. de Visser & Comp., (ook: De Visser & Smits) dat van 1827 tot 1965 in de Utrechtse wijk Lauwerecht was gevestigd. Het was gelegen aan de Vecht, aan de Hogelanden ter hoogte van de huidige Troelstralaan.

## Geschiedenis
Het bedrijf werd opgericht door Arnoldus Willem de Visser (1792-1837). Na diens dood werd het overgenomen door diens weduwe, Wed. P. Smits. Het was Machiel Müller die eertijds handelde in de producten van de Wed. Smits en die afgewerkt beenzwart en beendermeel verwerkte tot phospho-guano en superfosfaat. Aldus kwam De benenkluif na een faillissement in 1877 in handen van Carl Müller (1849-1935) en diens zoon, Frederik Ernst Müller.
Het bedrijf van Smits verwerkte grote hoeveelheden beenderen, aanvankelijk tot beenzwart, dat in suikerraffinaderijen gebruikt werd. Later werd ook beendermeel vervaardigd, dat als meststof dienstdeed. Daarna ging men ook zwavelzuur, salpeterzuur, zoutzuur en soda produceren. In 1877 ging het failliet en werd het overgenomen. Aan onder meer de sodaproductie kwam toen een einde. Ammoniak, dat een bijproduct was van de beenzwartfabricage, werd met zwavelzuur gevormd tot zwavelzure ammoniak, een kunstmeststof. Omstreeks 1880 werd hiervan jaarlijks 50-300 ton geproduceerd. Later in de 19e eeuw werd beenderlijm een belangrijk product. De beenderen werden per spoor en per vrachtwagen aangevoerd.
Het bedrijf stonk hartverscheurend, en ook de vliegen en maden, alsmede de ratten, vormden voor de vele omwonenden een ware plaag. De bergen met botten dansten op de beweging van de vele ratten, zo meldden ooggetuigen.
Directeur Müller nam in 1965 in overleg en met medewerking van het gemeentebestuur van Utrecht het besluit om het bedrijf te verhuizen naar de Zeiving in Vuren. Het stond nu bekend als Smits Vuren BV (in de volksmond: "De Kluif") en levert producten als gelatine, collageen en calciumfosfaat.
Vandaag de dag staat het bedrijf bekend als Sonac en is het onderdeel van een grote groep bedrijven die uiteenlopende producten maken van slachtafval van varkens. De fabriek staat nog steeds in Vuren.